# James Neill
James F. Neill (29 de septiembre de 1860 - 16 de marzo de 1931) fue un actor de teatro y cine estadounidense de la era del cine mudo. Apareció en más de 110 películas entre 1913 y 1930.

## Biografía
Después de graduarse de la Universidad de Georgia en 1882, James Neill se embarcó en una carrera teatral que duró casi cincuenta años con apariciones en el escenario en todos los estados de la Unión, los territorios (incluido Hawái) y las provincias de Canadá, además de apariciones en películas en los estudios de muchos de los principales productores de Hollywood.
"La ocasión de las vacaciones de primavera durante su último año en la Universidad de Georgia estuvo marcada por la primera aparición teatral amateur del joven James F. Neill. El programa del 11 de abril de 1882 para el Teatro Savannah incluía una lista de los Cadetes de la Guardia Veterana, una "fuerza militar "Equipo de instrucción y coro", como parte del entretenimiento de la noche proporcionado por la Ford Dramatic Amateur Society. Neill describió esta como su "primera aparición en un escenario, como uno de los... cadetes". 
"Al final de la temporada 1884-85, Neill regresó a Savannah con una obra que había escrito y convenció a J. C. Shaw, de lo que ahora se llamaba Ford Dramatic Association, para que produjera la nueva obra como parte de la séptima temporada anual de verano del grupo. El 18 de junio de 1885 por la tarde, el Teatro Savannah fue el escenario de la primera representación en cualquier escenario del drama romántico de cuatro actos de James Neill: Chip Redmond: or the Moonshine Maid. 
En 1893, Neill organizó la primera compañía de teatro de verano para esa temporada en el Teatro Elitch, Denver. La nómina de actores de la compañía incluía a: Lilian Dailey, Marion Earle, Alfred Hampton, Jane Kenmark, Hudson Liston, Millie Liston, Charles Lothian, Jeanette Lowrey, el propio James Neill, Frank E. Norcross, Bernard Reynold y Weevie Vivian. Al año siguiente, James Neill y R.L. Giffen organizaron una compañía para el Manhattan Beach en Denver, con una lista de actores que incluía a: Anne Blancke, Kate Blancke, Alfred Burnham, Harry Corson Clarke, Henrietta Crosman, Josepha Crowell, Zula Hanes, William Ingersoll, John B. Maher, James Neill y Mary Ryan como actores, y con Alfred Fisher como director de escena. En septiembre de 1894, Neill y Giffen también organizaron la primera compañía de repertorio de invierno en el Lyceum Theatre de Denver. Otra compañía se instaló en Salt Lake City en diciembre de 1894 bajo la dirección de T. Daniel Frawley, quien más tarde compró los intereses de Neill-Giffen y trasladó la organización a San Francisco.
James Neill tenía cincuenta y tres años cuando apareció en su primera película de Hollywood, The Passerby, en 1913.
Su segunda esposa, y frecuente coprotagonista en el escenario y la pantalla, fue Edythe Chapman.[cita requerida]

## Filmografía

### Actor

#### Años 1910
- 1913: The Heart of a Cracksman
- 1913: The Cracksman's Reformation
- 1913: The Doctor's Orders Dr. Garmany
- 1913: Cross Purposes
- 1913: Red Margaret, Moonshiner
- 1913: Bloodhounds of the North, de Allan Dwan
- 1914: The Lie, de Allan Dwan
- 1914: Whoso Diggeth a Pit
- 1914: Just Mother
- 1914: The Honor of the Mounted, de Allan Dwan
- 1914: Discord and Harmony, de Allan Dwan
- 1914: Mrs. Peyton's Pearls
- 1914: The Political Boss
- 1914: The Man on the Box
- 1914: Richelieu
- 1914: Where the Trail Divides
- 1914: Ready Money
- 1914: The Man from Home
- 1914: Rose of the Rancho
- 1914: The Circus Man
- 1914: Cameo Kirby
- 1915: The Goose Girl
- 1915: After Five
- 1915: The Warrens of Virginia, de Cecil B. DeMille
- 1915: The Governor's Lady
- 1915: The Woman
- 1915: The Case of Becky
- 1915: The Explorer
- 1915: Mr. Grex of Monte Carlo
- 1915: The Cheat, de Cecil B. DeMille
- 1916: The Ragamuffin
- 1916: Tennessee's Pardner
- 1916: To Have and to Hold
- 1916: For the Defense, de Frank Reicher
- 1916: Maria Rosa, de Cecil B. DeMille
- 1916: Sweet Kitty Bellairs, de James Young
- 1916: The Thousand-Dollar Husband, de James Young
- 1916: A Gutter Magdalene
- 1916: The Dream Girl
- 1916: The House with the Golden Windows
- 1916: The Lash
- 1916: Oliver Twist
- 1916: Joan the Woman, de Cecil B. DeMille
- 1917: Betty to the Rescue
- 1917: The Black Wolf
- 1917: Those Without Sin
- 1917: The Prison Without Walls
- 1917: The Bottle Imp
- 1917: A School for Husbands
- 1917: The Girl at Home
- 1917: The Little Princess, de Cecil B. DeMille y Joseph Levering
- 1917: Forbidden Paths
- 1917: What Money Can't Buy
- 1917: On the Level
- 1917: Ghost House
- 1917: The Trouble Buster, de Frank Reicher
- 1917: The Devil-Stone
- 1918: Jules of the Strong Heart
- 1918: The Widow's Might
- 1918: A Petticoat Pilot
- 1918: The Whispering Chorus
- 1918: Say! Young Fellow
- 1918: We Can't Have Everything
- 1918: Sandy
- 1918: Less Than Kin, de Donald Crisp
- 1918: The Girl Who Came Back
- 1918: Women's Weapons
- 1918: Too Many Millions, de James Cruze
- 1918: The Way of a Man with a Maid
- 1919: Peg o' My Heart
- 1919: The Secret Garden
- 1919: Don't Change Your Husband, de Cecil B. DeMille
- 1919: Romance and Arabella
- 1919: Fires of Faith
- 1919: Men, Women, and Money
- 1919: A Daughter of the Wolf
- 1919: Her Kingdom of Dreams, de Marshall Neilan
- 1919: His Official Fiancée
- 1919: Everywoman, de George Melford

#### Años 1920
- 1920: The Paliser Case
- 1920: The Little Shepherd of Kingdom Come
- 1920: A Double-Dyed Deceiver
- 1920: Stop Thief, de Harry Beaumont
- 1921: A Voice in the Dark, de Frank Lloyd
- 1921: Bits of Life
- 1921: Dangerous Curve Ahead
- 1922: Saturday Night, de Cecil B. DeMille
- 1922: Her Husband's Trademark, de Sam Wood
- 1922: The Heart Specialist
- 1922: Our Leading Citizen
- 1922: Dusk to Dawn, de King Vidor
- 1922: Manslaughter, de Cecil B. DeMille
- 1923: Nobody's Money
- 1923: The World's Applause
- 1923: Scars of Jealousy
- 1923: The Lonely Road
- 1923: Salomy Jane
- 1923: Los diez mandamientos, de Cecil B. DeMille
- 1923: The Thrill Chaser
- 1924: A Man's Mate
- 1925: The Crimson Runner
- 1925: Any Woman, de Henry King
- 1925: Thank You, de John Ford
- 1925: New Brooms
- 1926: A Desperate Moment
- 1927: El rey de reyes, de Cecil B. DeMille
- 1928: Love Hungry
- 1928: Three-Ring Marriage
- 1928: The Border Patrol
- 1929: The Idle Rich

#### Años 1930
- 1930: Only the Brave
- 1930: Shooting Straight
- 1930: Man to Man

### Director
- 1913: The Passerby
- 1913: The Doctor's Orders
- 1914: Where the Trail Divides
- 1915: The Clue